# Buddetal (przystanek kolejowy)
Buddetal (ukr: Зупинний пункт Буддеталь) – przystanek kolejowy w miejscowości Czerkasy, w obwodzie czerkaskim, na Ukrainie. Jest częścią Kolei Odeskiej. Znajduje się na linii Imenia Tarasa Szewczenki – Zołotonosza I.

## Linie kolejowe
- Imenia Tarasa Szewczenki – Zołotonosza I